# Slaget ved El Guettar
Slaget ved El Guettar var et slag under 2. verdenskrig, som fandt sted under Felttoget i Tunesien, og blev udkæmpet mellem tyske enheder fra Heeresgruppe Afrika under general Hans-Jürgen von Arnim sammen med italienske styrker under general Giovanni Messe, mod 2. amerikanske korps under generalløjtnant George S. Patton, i den sydlige del af det centrale Tunesien. Det var det første slag hvor det lykkedes amerikanske styrker at besejre de erfarne tyske kampvognsenheder, men opfølgningen på slaget bragte ingen afklaring.

## Baggrund
Det amerikanske 2. korps havde lidt et alvorligt tilbageslag under deres første sammenstød med de tysk-italienske styrker i Tunesien i en række slag, som kulminerede i det katastrofale slag ved Kasserine Passet i slutningen af februar 1943. Erwin Rommel var på nippet til at vinde en fuldstændig taktisk sejr men vendte tilbage til sin østvendte forsvarsstilling i Mareth-linjen da han erfarede at den britiske 8. armé under Bernard Montgomery var i anmarch. Slaget endte således med, at amerikanske styrker forblev på slagmarken, men de var blevet tvunget tilbage, havde mistet folk, og havde ikke megen tiltro til nogle af deres hærchefer.
Den amerikanske øverstkommanderende reagerede på nederlaget til de tyske styrker med hurtige og gennemgribende ændringer i ledelse, disciplin og taktik. En stor ændring bestod i at indføre en mere fleksibel kommunikation med artilleriet, hvilket tillod alle batterier indenfor rækkevidde at reagere på en anmodning om artilleristøtte. Tidligere kunne hvert batteri kun indlede beskydning efter direkte ordre fra dens egne artilleriobservatører, som var spredt ud over fronten og brugte forskellige radiofrekvenser til at kommunikere med batteriet. Større enheder blev også holdt samlet i stedet for at blive opdelt i mindre isolerede enheder, som det var sket under Fredendall. Koordinationen med flystøtten blev forbedret, men nåede først et tilfredsstillende niveau senere i krigen.
Den 6. marts 1943 overtog George Patton kommandoen over 2. korps fra Lloyd Fredendall, som havde haft kommandoen før og under kampene ved Kasserine. Hans første skridt var at omorganisere 2. korps til en offensiv tilbage mod den østlige Dorsalkæde i Atlasbjergene. Hvis den lykkedes, ville den true højre side af området bag de aksestyrker, som forsvarede Mareth-linjen mod Montgomerys 8. armé, og i sidste ende gøre deres stilling umulig at opretholde. Hans form for lederskab var meget anderledes end Fredendalls: han siges at have udstedt en ordre i forbindelse med et angreb på en stilling på en bakke, som havde følgende slutning: "Jeg forventer at se sådanne tab blandt officerer, især stabsofficerer, at jeg kan være overbevist om at der er gjort et seriøst forsøg på at erobre dette mål".
Den 17. marts rykkede 1. infanteridivision frem på de omtrent rømmede sletter, erobrede byen Gafsa, og begyndte at omdanne den til en fremskudt forsyningsbase for kommende operationer. Den 18. marts trængte 1. rangerbataljon under oberst William O. Darby videre frem og besatte oasen El Guettar, igen uden at møde større modstand. De italienske forsvarere trak sig i stedet tilbage og gik i stilling i bakkerne ovenfor byen, og blokerede dermed bjergpasset af samme navn, som førte sydpå fra de centrale sletter til kystsletten. Rangers angreb en italiensk stilling og tog 700 fanger natten til den 20. marts. De kravlede op ad en klippeside og lod ammunition og udstyr gå fra hånd til hånd. 2. korps var nu i stilling til at indlede en offensiv.

## Slaget
Aksestyrkernes hærchefer var blevet opmærksomme på de amerikanske manøvrer og besluttede, at 10. panserdivision skulle stoppe dem. Rommel var fløjet til Tyskland inden slaget, og von Armin havde fået kommandoen over det, som nu kaldtes Heeresgruppe Afrika. Von Armin var enig med Rommel i, at de amerikanske styrker havde lav kampkraft og mente, at et mindre angreb ville være nok til at fjerne dem igen fra de østlige Dorsal.
Kl. 6 om morgenen den 23. marts dukkede 50 kampvogne fra Broichs 10. panserdivision frem fra passet i retning mod El Guettar dalen ved 34°20′12″N 8°56′53″Ø / 34.33667°N 8.94806°Ø. Tyske motoriserede eliteenheder i halvbæltekøretøjer og på motorcykler brød ud af formationen og angreb infanteriet på toppen af bakken. Halvbæltekøretøjerne kørte så langt op ad bakken som muligt, og infanteriet sad af, mens kraftige tyske 88 mm kanoner ydede dækningsild. Tyskerne manøvrerede med henblik på at kunne ramme det amerikanske artilleri på bakken. De overløb hurtigt infanteri og artilleristillinger på fronten. Generalmajor Terry de la Mesa Allen, Sr., som havde kommandoen over 1. amerikanske infanteri, var truet, da to kampvogne kom tæt på hans hovedkvarter, men afslog at flytte sig: "I will like hell pull out, and I'll shoot the first bastard who does."
Det tyske angreb kom i vanskeligheder, da de løb ind i et minefelt. Da de sagtnede farten for at rydde en passage, åbnede amerikansk artilleri og panserværnskanoner, heriblandt den kraftige M10 tank destroyer, som nyligt var ankommet, ild, og i løbet af den næste time blev 30 af 10. panserdivisions kampvogne ødelagt. Kl. 9 trak de sig tilbage fra dalen.
Et nyt forsøg blev gjort kl. 16.45 efter at have ventet på, at infanteriet kom i stilling. Igen kunne det amerikanske artilleri afbryde angrebet og tilføje tyskerne alvorlige tab. I erkendelse af, at yderligere angreb var håbløse, gravede resten af 10. panserdivision sig ned på bakkerne mod øst, eller trak sig tilbage til det tyske hovedkvarter ved Gabès.

### Patton angriber
Den 19. marts indledte den britiske 8. armé deres angreb mod Mareth-linjen, i første omgang uden større succes, men den 26. marts ankom en styrke, som var sendt ud på en omgående bevægelse ind i landet, nord for linjen, og Mareth-linjen blev umulig at holde. En fuld tilbagetrækning blev indledt til en ny forsvarslinje ved Wadi Akarit, nord for Gabès ved 33°53′3″N 10°5′33″Ø / 33.88417°N 10.09250°Ø. Dette gjorde den amerikanske stilling endnu mere værdifuld, da vejen gennem El Guettar førte direkte til Gabès.
I løbet af den følgende uge rykkede amerikanske styrker langsomt frem for at erobre de indre sletter og etablere linjer over hele de østlige Dorsal. Den tyske modstand var stor, og fremrykningen var både langsom og bekostelig, men den 30. marts var de i stilling til at kunne indlede en offensiv sydpå fra El Guettar. For at kunne indlede et udbrud måtte de to oprindelige italienske stillinger på Hill 369 34°14′29″N 9°7′16″Ø / 34.24139°N 9.12111°Ø og Hill 772 34°12′7″N 8°59′36″Ø / 34.20194°N 8.99333°Ø erobres, én ad gangen.
Den amerikanske plan omfattede 1. og 9. infanteridivision samt en "Combat Command" (1/3) af den amerikanske 1. pansrede division, som samlet fik betegnelsen "Benson Force". Denne styrke angreb Hill 369 om eftermiddagen den 30. marts, men stødte også på miner og panserværnsbeskydning og mistede 5 kampvogne. Kampvognene blev fjernet, og 1. og 9. division angreb igen den følgende dag kl. 6 om morgenen, hvor de rykkede frem og tog flere hundrede til fange, men et italiensk modangreb drev dem tilbage fra de nyligt erobrede stillinger, og kl. 12.45 var de tilbage ved udgangspunktet efter at have mistet 9 kampvogne og 2 tankdestroyere. Et nyt forsøg den følgende dag slog også fejl efter dårligt at være kommet i gang.
På dette tidspunkt fik Patton ordre på at indlede et forsøg på at erobre Hill 772, selv om Hill 369 stadig var under italiensk kontrol. 9. infanteridivision blev flyttet Hill 772, mens 1. infanteridivision blev efterladt på Hill 369. Den 3. april lykkedes det endelig 1. infanteridivision at rydde Hill 369, men kampene på Hill 772 fortsatte. Den italienske hærchef - general Messe - tilkaldte nu støtte fra den tyske 21. panserdivision, hvilket yderligere bremsede fremrykningen. Farten i operationerne aftog herefter, og linjerne forblev stort set statiske.

## Efterspil
Den 6. april overløb den britiske 8. armé igen de tyske linjer, og en generel retræte begyndte. Om morgenen den 7. april rykkede Benson Force gennem 1. og 9. divisions stillinger, og skyndte sig ad den rømmede vej mellem El Guettar og Gabès, hvor den mødte de forreste enheder i 8. armé kl. 17. Da aksemagternes sidste forsvarslinje i det sydlige Tunesien var gennembrudt, trak de sig hurtigt tilbage for at slutte sig til de andre aksestyrker i nord. Tunis faldt i de allieredes hænder i begyndelsen af maj.
Resultatet af El Guettar operationerne var blandede. Amerikanerne viste, at de kunne vinde over tyskerne i en defensiv operation i begyndelsen, men viste også manglende kampkraft da de indledte egne offensive operationer.

## Dramatisering
- Slaget er beskrevet i en længere scene i filmen Patton fra 1970.

## Eksterne kilder
- Combat Studies Institute: Night Combat Operations Arkiveret 10. juni 2007 hos  Wayback Machine